# Bop Bop Baby
"Bop Bop Baby" é o terceiro single a ser lançado do terceiro álbum de estúdio de Westlife, World of Our Own e o 14º no total. O single alcançou a posição # 5 no UK Singles Chart. No entanto, durante uma entrevista, a banda afirmou isso foi devido à escolha de um single obscuro, uma vez que teria preferido lançar "Why Do I Love You" - e tinha até gravado um vídeo para ele. A canção foi escrita por membros da banda, Shane Filan e Brian McFadden, ao lado de produtores e letristas Chris O'Brien e Graham Murphy. Ele vendeu mais de 120,000 no Reino Unido até agora. A versão britânica do single inclui um pôster 17"x27" colorido da banda na engrenagem medieval, com data de lançamento, lista de músicas para o lançamento do single e informações no website. O single promocional mexicano foi lançado com duas faixas do single de Alicia Keys, "A Woman's Worth".

## Sobre o videoclipe
O vídeo inicialmente iria ser dirigido por Vaughn Arnell e iria mostrar a banda na frente do horizonte da Irlanda. Mas em vez disso, o vídeo foi dirigido por Max & Diana, e contou com a banda em um castelo, lutando contra um inimigo da Coroa inglesa ao estilo dos Três Mosqueteiros.

## Faixas
CD1
1. "Bop Bop Baby" (Single Remix) - 4:28
2. "You Don't Know" - 4:11
3. "Imaginary Diva" (Orphane Remix) - 5:16
4. "Bop Bop Baby" (Video) - 4:28

CD2
1. "Bop Bop Baby" (Single Remix) - 4:28
2. "Bop Bop Baby" (Almighty Radio Edit) - 3:45
3. "Band Interviews" - 10:00 (entrevista da banda)

Single australiano
1. "Bop Bop Baby" (Single Remix) - 4:28
2. "Bop Bop Baby" (Almighty Radio Edit) - 3:45
3. "Bad Girls" - 3:33
4. "Band Interviews" - 10:00
5. "Bop Bop Baby" (Video) - 4:28

Single taiwanês
1. "Bop Bop Baby" (Single Remix)
2. "You Don't Know"
3. "Bop Bop Baby" (Almighty Mix)
4. "Band Interviews"

Single promocional mexicano
1. "A Woman's Worth" (Album Version)
2. "A Woman's Worth" (Remix Radio Edit)
3. "Bop Bop Baby"

## Desempenho nas paradas
| Parada                           | Posição mais alta |
| -------------------------------- | ----------------- |
| Australian Singles Chart         | 56                |
| Austrian Singles Chart           | 28                |
| Belgian Singles Chart (Flanders) | 50                |
| Danish Singles Chart             | 3                 |
| German Singles Chart             | 15                |
| Italian Singles Chart            | 45                |
| Irish Singles Chart              | 4                 |
| Dutch Singles Chart              | 23                |
| New Zealand Singles Chart        | 21                |
| Swedish Singles Chart            | 16                |
| Swiss Singles Chart              | 36                |
| UK Singles Chart                 | 5                 |
| UK Radio Airplay Chart           | 9                 |